# 依田真一
依田 真一（よだ しんいち、1974年9月3日 ‐ ）は、長野県出身のアクション俳優、スタントマン。

## 経歴
ジャッキー・チェンに憧れアクションの世界へ。千葉真一設立のジャパンアクションクラブ（現・ジャパンアクションエンタープライズ）に入団。24期。同期には吉本新喜劇の平山昌雄がいる。
日光江戸村で舞台出演などを経てフリーランスに。映画、テレビドラマ、イベント（忍零）等で活動中。
近年は二家本辰巳の仕事に携わることが多い。

## 出演

### 映画
- 巌流島 GANRYUJIMA（2003年）
- 北の零年（2004年）
- 血と骨（2004年）
- 海猫（2004年）
- TAKESHI'S（2005年）
- 監督バンザイ（2007年）
- どろろ（2007年）
- アキレスと亀（2008年）
- 忍道（2011年）
- 臨場　劇場版（2012年）
- 相棒（2014年）
- 龍三と七人の子分たち（2015年）
- アウトレイジ最終章（2017年）
- るろうに剣心シリーズ
- レジェンド&バタフライ（2023年）

### テレビ
- 忍者戦隊カクレンジャー（1994年）
- ウルトラマンネクサス（2005年）
  - 第21話「受難 -サクリファイス-」 - MP
  - Episode.EX「詩織 -ロストメモリーズ-」※未放送作品
- 相棒
  - Season3 第18話「大統領の陰謀」（2005年） - きたろうスタント
  - Season8 第6話「フェンスの町で」（2009年） - 自動車整備工
  - Season13 元日スペシャル「ストレイシープ」（2014年）
  - Season15 第8話「100%の女」（2016年）
  - Season19 元日スペシャル「ディーバ」（2019年） - 蠍龍会組員
  - Season21（2023年）
    - 元日スペシャル「大金塊」
    - 第18話「悪役」 - アクション俳優
- 駐在刑事

### 舞台・イベント
- 東京モーターショー
- 愛・地球博
- 日光江戸村　忍者劇場、忍者からす屋敷、忍者空中活劇街道
- 志摩スペイン村　ロストレジェンド
- 小田原観光協会　風魔忍者ショー（2021年）[4]
- 江ノ島春祭り
- その他・各地忍者ショー